# Oligopleura aulaeata
Oligopleura aulaeata är en fjärilsart som beskrevs av Cajetan von Felder och Alois Friedrich Rogenhofer, 1875. Oligopleura aulaeata ingår i släktet Oligopleura och familjen mätare, Geometridae. Inga underarter finns listade i Catalogue of Life.